# Autoportret
Autoportretom nazivamo umjetnikov prikaz samoga sebe, koji može biti ostvaren kao slika, crtež ili plastika. Obično je autoportret slikan, crtan ili modeliran u polovičnoj figuri, dok su prikazi čitavog lika mnogo rjeđi. U najviše je slučajeva na tim autoportretima prikazano direktno gledanje. Zrcalna je slika en face, u dosta rijetkim primjerima prikaz je u profilu. Za takvu zrcalnu sliku potrebna su dva zrcala.

## Autoportret kroz povijest

### Stari vijek
Najstariji je poznati autoportret egipatski iz 2650. pr. Kr., nađen u grobu Ptah-Hotepa kod Sakkare u blizini velikih piramida. Kipar je prikazao sama sebe, kako sjedeći na lađi modelira borbu veslača. Naznačio je svoje ime Niankh-Ptah. Ima i drugih egipatskih autoportreta iz tih dalekih stoljeća, npr. lik slikara koji moli pred bogom Thot iz 13. stoljeća pr. Kr. Prema Plutarhovim zapisima izradio je u Grčkoj Fidija svoj vlastiti lik na štitu, što ga je držala u ljevici partenonska boginja Atena, napravljena od zlata i slove kosti. Na tom je štitu prikazana borba Amazonka i Grka, a jedan od boraca je Fidija sam. Prema istim je zapisima Fidija bio štoviše optužen što je uklopio svoj lik na sveti kip boginje, atenske zaštitnice, i time počinio svetogrđe. Uz taj autoportret spominje povijest klasičnog svijeta više drugih, no kako je bio čitav antikni likovni izraz skloniji ostvarivanju tipa nego stvaranju individualnih značajki, to su u tom periodu autoportreti rijetki. Kasnije se, u hijeratskoj umjetnosti Bizanta, uopće i ne javljaju.

### Srednji vijek
Tek u 9. stoljeću možemo utvrditi (835.) u Milanu u crkvi sv. Ambrozija na zlatnom antependiju autoportret zlatara Volvina. U daljem razvitku umijeća isto tako su rijetki nesumnjivi primjeri autoportreta, jedan od tih je iz 1180. godine španjolskog majstora Mattea u domu Santiago di Compostela. U gotskom ih periodu ima više, a pogotovo kasnije kad se prikazivanje ljudskog lika sve više oslobađa sheme, i kad se to prikazivanje sve više individualizira. Tad kipari često umeću svoje vlastite likove kao dekoraciju na dovratnicima, prozorima ili obrubima svojih plastičnih djela, kako to sebe kleše Petar Parler 1392. godine na prozorskoj galeriji katedrale u Pragu, a Lorenzo Ghiberti modelira svoj lik na dekorativnom obrubu Porte del Paradiso firentinske krstionice 1450. godine. Na šibenskoj katedrali, toj jedinstvenoj riznici umijeća, na vanjskom ukrasnom vijencu apside nalaze se klesane glave, za koje se drži da su poneke od njih autoportreti onih naših klesara, što su izvodili to kameno remek-djelo.

### Renesansa
Pogotovo se služe slikari svih kulturnih zona od prijelaza gotike u ranu renesansu svojom zrcalnom slikom, tako da od pojave renesanse imamo redom autoportrete od svih značajnih umjetnika, i to ne samo u Italiji, već i na sjeveru, gdje braća Eyck upleću u svoje kompozicije vlastite likove. Njihovim usavršavanjem tehnike uljanih boja počinje tek pravi procvat autoportreta. Tehnika naime freska ili tempere ne omogućuje slikaru tako lako i tako direktno ostvarenje i oblikovanje vlastite slike, kao što to omogućuje tehnika uljenih boja. Taj tehnički moment kao i sasvim novo osjećanje za objektivnu prirodu u vrijeme renesanse stvorio je cijeli niz umjetničkih autoportreta sasvim nove draži. To promatranje i prepoznavanje svoje vlastite svijesti polazilo je usporedo s razvitkom umijeća, kako to dokumentiraju nebrojeni autoportreti kroz vjekove i stilske periode do dana današnjega. Sva ta djela, sve te ostvarene zrcalne slike renesanse, baroka, kao i sadašnjosti nisu drugo nego naslikana psihologija, koja po svojim primjerima otkriva više ili manje najvjernije i najtočnije tok samog razvitka čitave umjetnosti, jer su ti dokumenti najdirektniji. Govore o onima, koji su taj razvitak kroz stoljeća ponijeli, više nego suha pričanja ili šaroliki umjetnički životopisi, makar ih ispričala i najjača pera povijesti umjetnosti.

## Portreti "assistenze"
Dakako da je sasvim druga stvar, kad su bezbrojni majstori unosili u svoje kompozicije čitav ili djelomičan lik, kao da oni sami prisustvuju prikazanom činu ili da djeluju kao lica vlastite svoje kompozicije. Takvi su portreti nazvani portreti "assistenze", a povijest umjetnosti navodi ih nebrojeno mnogo u svojim zapisima od najranijih faza do današnjih. Masaccio (1401. – 1428.) asistira kao lice jednomu od apostola na freski Plaćanje tributa sv. Petra u Firenci u Sta. Maria del Carmine. Benozzo Gozzoli (1420. – 1498.) isto je tako prikazao sebe na freski Pohod triju kraljeva u firentinskoj palači Riccardi, a na isti su način i drugi majstori uklapali svoj lik u svoje slike, kao Ghirlandajo, Perugino, Rafael, Hans Holbein stariji, Grünewald, Veronese i mnogi drugi.
Takvi autoportreti "assistenze" imali su ponekad i biografske oznake u vezi s prikazom slike. Rogier van der Weyden prikazuje sebe kao svetog Luku, gdje slika Bogorodicu. Taj isti motiv iskorišćuju kasnije mnogi slikari. Brojni su Dürerovi autoportreti sasvim biografske naravi. Dürer još kao dijete crta svoj autoportret, kad mu je bilo 13 godina. On slika i crta sebe u raznim dobima; od njega je crtež u kojem prikazuje sebe i na svojem tijelu označuje bolno mjesto. Dürer kao i Holbein često u svojim slikama upotrebljava svoj lik. Anegdotski slika na primjer Bassano (1510. – 1592.) sebe u krugu obitelji. Slično postupa čitav niz nizozemskih slikara: Brouwer (1605. – 1638.) u krugu svojih vinskih drugova, D. Teniers (1610. – 1690.) u kneževskoj galeriji Bruxellesa, Gerard Dou (1613. – 1675.) kao promatrač ulične scene. Pogotovu slikari 18. stoljeća prikazuju svoje autoportrete anegdotski. Takvi su opisni prikazi od W. Hogartha, Charlesa van Looa (1705. – 1765.), Daniela Chodowieckog (1726. – 1801.) Kao kakvi biografski podaci čine se poneke slike i velikog Goye (1746. – 1828.), na tim se slikama nazire među drugim prikazanim licima i maska velikog satiričara. Takva je Goyina slika vojvotkinje Albe i Goye, uz ostale takav je Goyin Zavodnik.
Od stotine crtanih i slikanih Rembrandtovih autoportreta mogla bi se sastaviti najrječitija autobiografija tog izuzetnog velikog slučaja europskog umijeća. Jedna bi od slavnih stranica te čudesne životne knjige bila njegova slika sa Saskijom. U crtane ili slikane autobiografije umjetnika pripadaju i one bezbrojne autokarikature, što su ih umjetnici sami izveli služeći se svojim vlastitim licem. Putne su bilješke raznih umjetnika pune takvih autobiografskih dokumenata (Delacroixov dnevnik). Prikazi anegdota u vezi s autoportretima bili su i u 19. stoljeću česti, tako M. v. Schwind (1804. – 1871.), F. Krüger (1797. – 1857.), A. v. Menzel (1815. – 1905.), Gustave Courbet koji slika svoj vlastiti doček (Bonjour, Monsieur Courbet) i izrađuje sliku svoga ateljea sa svim svojim modelima i znancima okolo sebe. I Wilhelm Leibl prikazuje sebe sa svojim prijateljem u lovu u tipičnoj genre-slici. Biografske su naravi i autoportreti Van Gogha. No oni nisu drugo nego tragični dokumenti, bolje rečeno ispovijedi, zapisi o stanicama križnog puta, koje je ta svijest u svojem mučeništvu prošla. Ti Van Goghovi autoportreti tumače i osvjetljuju u naše dane psihološko značenje autoportreta, kao što to pokazuju sve one ostvarene zrcalne slike iz različitih stilskih doba, koje ne imitiraju vanjski običan odraz, već naprotiv ostvaruju i interpretiraju onu nutarnju vitalnost same žive svijesti stvaraoca. Sigurno je, da su takvi autoportreti u velikom broju likovnih, dokumentarnih i autobiografskih rijetki. U takvim autoportretima je uhvaćena životna dinamika, oni nisu samo prikaz nekih patetičkih poza samodopadnih gesta i izraza, i narcisoidnih imaginacija, oni nisu dobra ili loša, namještena ili uhvaćena gluma pred zrcalom, već u njima živi svijest, oni su i bez ikakvog dekorativnog pribora i izabranih gesta čisti i najdirektniji izraz.

## Autoportret u umjetnosti Hrvata
Novovjeki razvitak slikarske i kiparske umjetnosti u našoj domovini donosi čitav niz autoportreta naših umjetnika i likovnih radnika. Od Karasa do najmlađih postoje gotovo od svih redom autoportreti. I oni najneznatniji likovni radnici držali su da im je dužnost da svoja lica spase za vječnost. Među tim ostvarenjima ponajviše je takvih, koji imadu vrijednost kulturnohistorijsku, manje ih ima značajnih likovno, a najmanji je broj onih, koji su bilo psihološkog bilo autobiografskog značenja. Svakako se ističu neki naročito, od starijih autoportreta F. Quiquereza. On je slikao sebe kao Sv. Jurja u crnogorskom ruhu. Imamo i a. "assistenze", tako kod Medovićevih slika u palači Odjela za prosvjetu u Zagrebu. Lik s prvog plana na slici Splitski sabor je lik samog Medovića. Iveković je sebe naslikao u svojim nekim kompozicijama, isto je tako sebe J. Kljaković naslikao na svojoj freski Mojsija u zagrebačkoj crkvi Sv. Marka, kao i na dekoraciji u Trgovinskoj komori. Likovno se osobito ističu autoportreti M. Kraljevića sa psom (Strossmayerova galerija) i autoportret s lulom (Salon Ulrich). Autoportret Josipa Račića je jedinstven psihološki portret, koji je likovno na visokoj razini, a psihološki opet kao da svojom dubokom i teškom sumornošću zbijeno priča kratki i tragični put te izvanredne svijesti i darovitosti. Među mnogim autoportretima kasnijih generacija valja napose istaknuti autoportrete Uzelca. Autobiografskog značenja su autoportreti Ljube Babića od 15. do 50. godine u nekih 20 varijanata. I Šulentić, Miše, Tartaglia, Junek i drugi, pogotovu Becić izrađuju od vremena na vrijeme svoje likove, koji su likovno zanimljivi, a da ne ulaze u psihološki kompleks. Međunarodno priznanje su stekli autoportreti u bronci Ivana Meštrovića i Tome Rosandića, toliko karakteristični po gesti.

## Galerija slika
- Pietro Perugino (oko 1500.)
- Rafael (1517. – 1518.)
- Hans Baldung (1526.)
- Lucas Cranach Stariji (1550.)
- Tizian 1567.
- El Greco, 1604.
- Peter Paul Rubens (1623.)
- Rubens s prvom ženom, Isabellom Brant, München, oko 1609.